# Leke

Leke no município de Diksmuide.

Leke é uma vila e uma deelgemeente pertencente ao município de Diksmuide, província de Flandres Ocidental. Em 1 de Janeiro de 2007, tinha 1.124 habitantes e 10,73 km² de área.
Os principais monumentos da localidade são a igreja de São Nicolau, o monumento alusivo à guerra e o mooinho de vento.

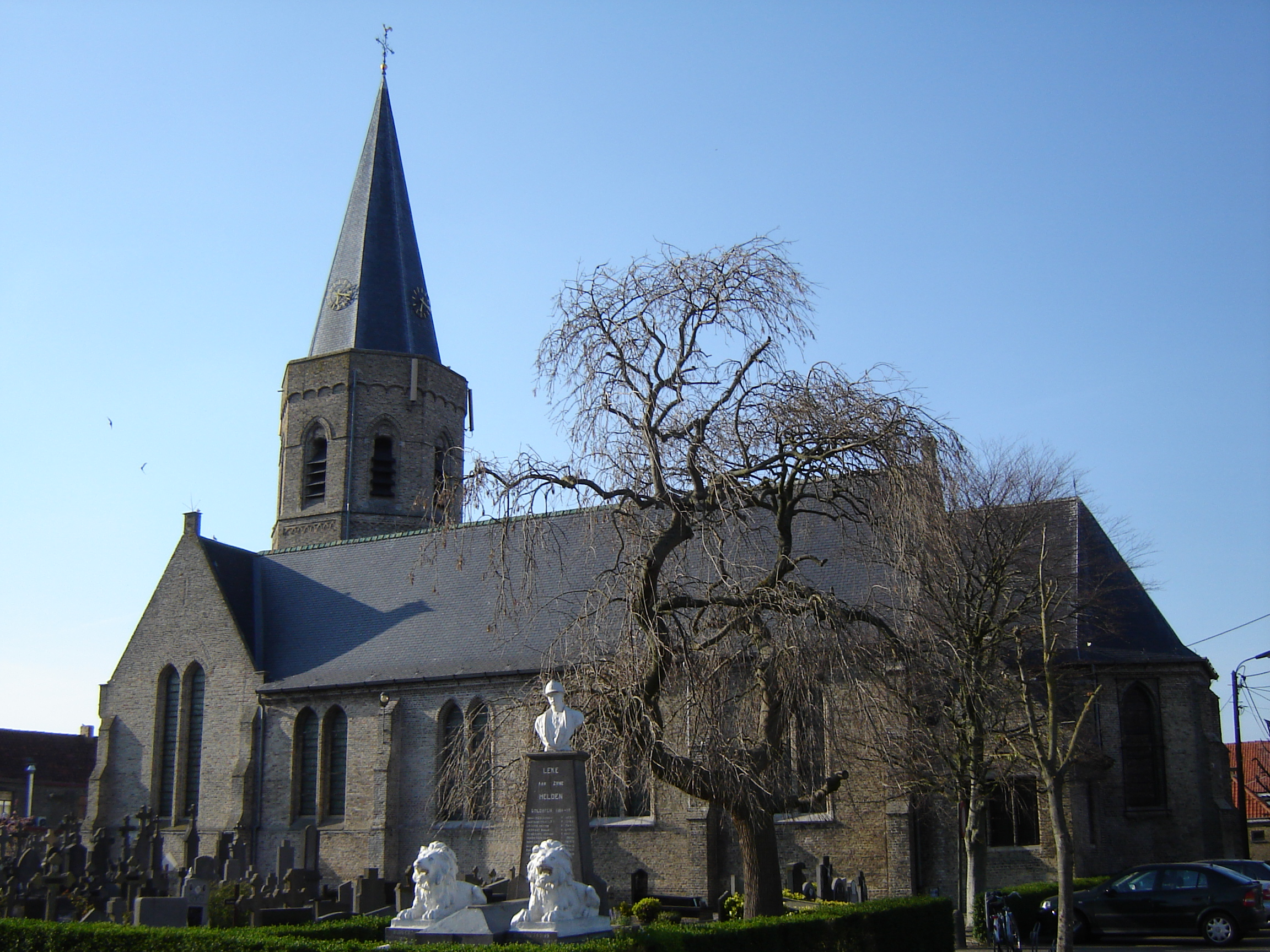
Igreja de São Nicolau
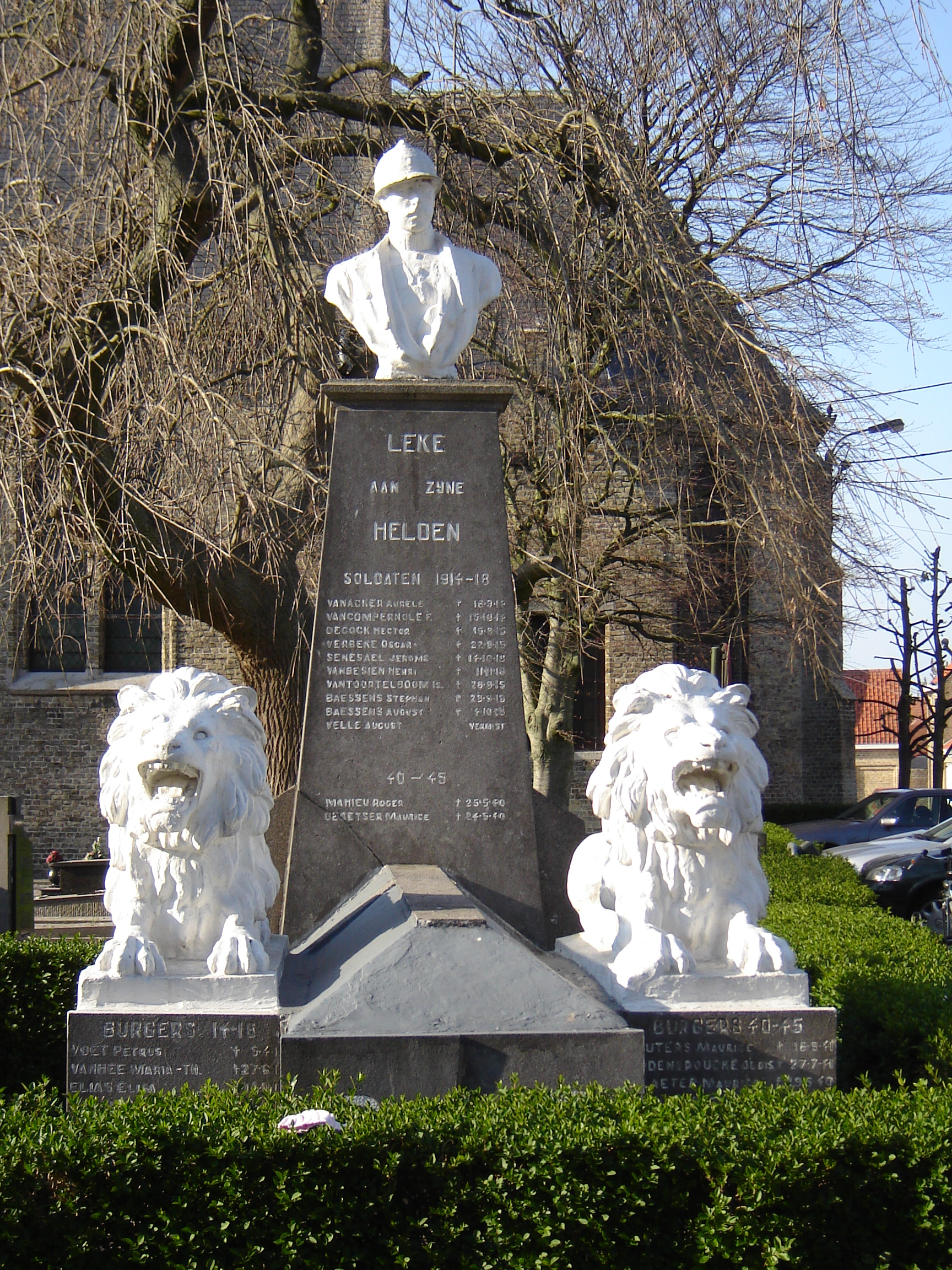
Monumento da guerra
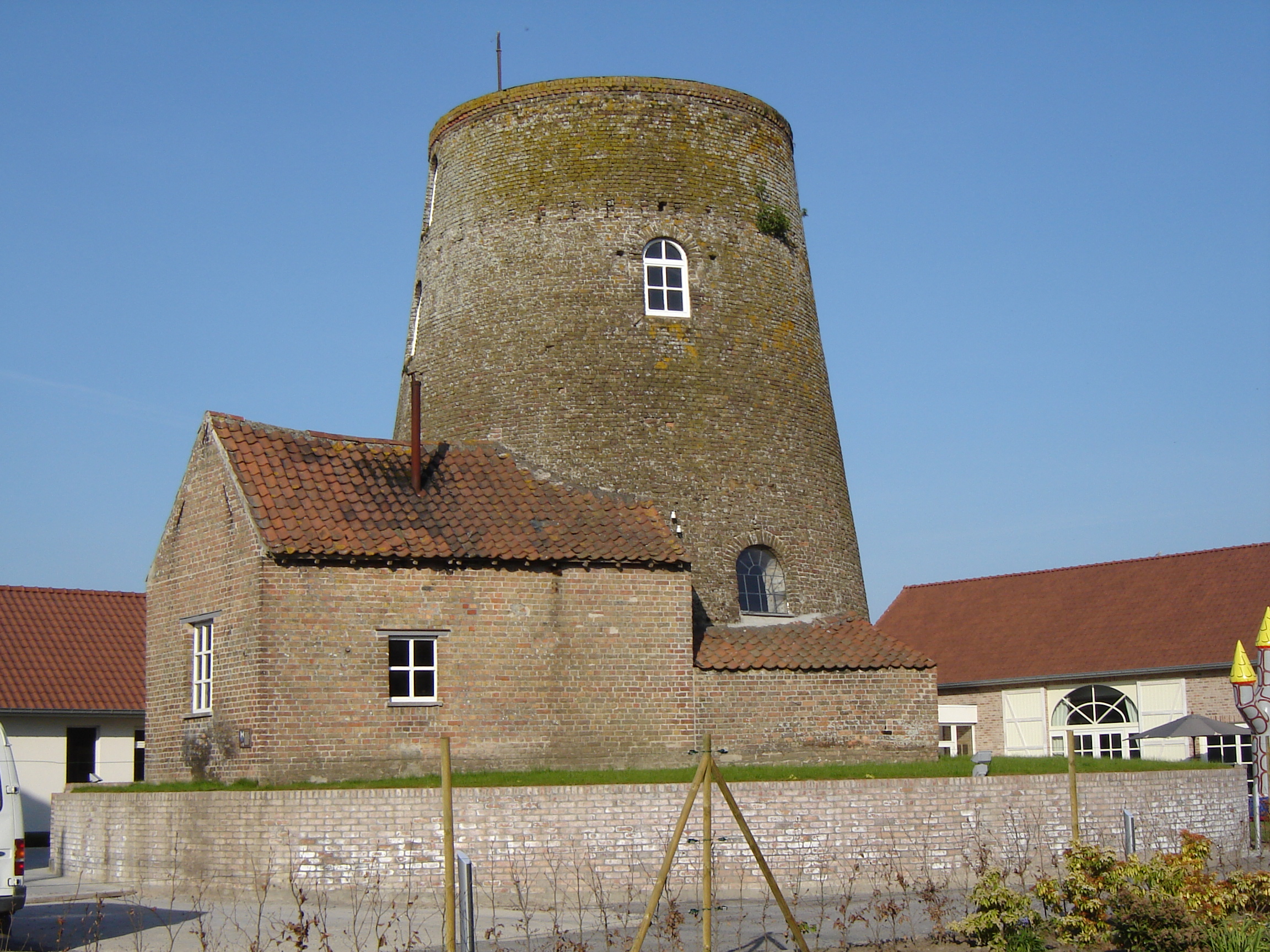
Moinho de vento